# La Bazouge-de-Chemeré
La Bazouge-de-Chemeré è un comune francese di 532 abitanti situato nel dipartimento della Mayenne nella regione dei Paesi della Loira.

## Storia
Nel 1926 un fulmine incendiò il campanile e poi la chiesa. La copertura del campanile è stata ricostruita più corta e le campane sono state nuovamente fuse e battezzate nel 1930. Ma l'incendio ha riportato alla luce affreschi coperti del XVI secolo che mostrano il dettato dei tre morti e dei tre vivi (tre scheletri dicono a tre giovani che la vita è breve...).

## Geografia
Il villaggio sorge su un promontorio sopra il fiume Vaige. Sul lato opposto si trovano cave di calcare e antiche fornaci di calce.
Il villaggio si trova all'estremo est del Massiccio Armoricano, per cui la geologia presenta diverse facies: calcare, carbone, riolite, ardesia, scisto di ardesia. Esistevano miniere di antracite dedicate alla calce. La calce è stata utilizzata per la calcinazione (del suolo) fino al 1896, quando sono stati resi disponibili i fertilizzanti chimici, per cui le fornaci di calce hanno smesso di funzionare e anche l'attività estrattiva, perché gli strati di carbone non sono regolari ma distribuiti in colonne distanti.

## Società

### Evoluzione demografica
Abitanti censiti